# Maître
Maître är ett franskt ord av latinets magister med betydelsen mästare (av samma ursprung) eller herre.
Ordet förekommer i flera sammansättningar som maître d'hôtel, hovmästare, maître de conférences, docent, med mera.
Den feminina motsvarigheten maîtresse, härskarinna har gett upphov till ordet mätress. Maître d'hôtel brukar användas i kulinariska sammanhang som till exempel maître d’hôtelsås (hovmästarsås eller gravlaxsås).